# Josepmir Ballón
Josepmir Aarón Ballón Villacorta (ur. 21 marca 1988 w Limie, Peru) – peruwiański piłkarz, grający na pozycji pomocnika. Mierzy 171 cm wzrostu.

## Kariera klubowa
Karierę sportową Ballón rozpoczął w 2005 roku w Academii Deportiva Cantolao, skąd w styczniu 2007 roku trafił do Universidad San Martín Lima. Z tym klubem zdobył dwukrotnie mistrzostwo kraju, w 2007 i 2008 roku. 26 czerwca 2010 roku Ballón został wypożyczony do argentyńskiego River Plate. W barwach tego klubu Ballón rozegrał 10 spotkań i nie strzelił bramki, jednak to nie uchroniło drużyny z Buenos Aires przed spadkiem z ligi. Po zakończeniu wypożyczenia powrócił do Universidadu.

## Kariera reprezentacyjna
W reprezentacji Peru Ballón rozegrał 11 spotkań i nie strzelił gola. Uczestniczył on w turnieju Copa América 2011, gdzie zdobył z reprezentacją Peru brązowy medal.